# Thác Nậm Rứt
Thác Nậm Rứt hay thác Mưa Rơi là thác bên dòng sông Thượng Nung ở vùng đất bản Nậm Rứt xã Thần Xa huyện Võ Nhai tỉnh Thái Nguyên, Việt Nam.
Tên thác đặt theo tên bản, theo tiếng Tày có nghĩa là Mưa Rơi. Thác đổ từ ngọn núi đá vôi xuống dòng sông Thượng Nung tạo ra mảng nước trắng như mưa rơi, là cảnh quan hiếm có và được giới làm du lịch gọi là thác Mưa Rơi.

## Vị trí
Đường đến thác là đường giao thông miền núi thuộc tuyến La Hiên - Cúc Đường - Thần Xa. Thác ờ cách thành phố Thái Nguyên cỡ 35 km hướng đông bắc. Từ thành phố đi theo Quốc lộ 1B đến Ngã ba La Hiên 21°42′09″B 105°55′21″Đ / 21,702569°B 105,92254°Đ thì rẽ theo tuyến này, đi 17 km. Đoạn đường gần thác đi dọc bờ trái sông Thượng Nung, còn thác bên bờ phải và đổ nước xuống sông.
Nguồn nước của thác là từ khối núi đá vôi cao ở phía đông bắc.

## Sự kiện liên quan
Ngày 1/6/2013 nhân ngày Quốc tế Thiếu nhi, đoàn thanh niên từ các trường đại học lớn tại Hà Nội đã đến vùng này làm công tác tình nguyện tại xã Thần Xa. Khoảng 16 h chiều trên đường về đoàn đã dừng chân ở thôn Kim Sơn, các thành viên đã chụp ảnh lưu niệm bên thác và sông Thượng Nung. Tuy nhiên có sáu người trong đoàn đã bị sa chân xuống vực sâu và bị nước cuốn trôi. Người dân địa phương đã cứu được hai người, còn 4 tử vong.